# Meus Prêmios Nick 2011
El Meus Premios Nick 2011 es la duodécima edición de los premios. Ocorreó que el día 13 de octubre de 2011 y la emisión en vivo desde el Credicard Hall en São Paulo, a las 20:00 por Nickelodeon Brasil, esta edición fue presentada por el Restart.

## Apresentações
- Ivete Sangalo
- Dulce María
- NX Zero
- Emicida

## Vencedores e indicados

### Programa de TV Favorito
| Indicado      | Resultado | País           |
| ------------- | --------- | -------------- |
| Rebelde       | Ganador   | Brasil         |
| Big Time Rush | Nominado  | Estados Unidos |
| Glee          | Nominado  | Estados Unidos |
| iCarly        | Nominado  | Estados Unidos |

### Actriz Favorita
| Indicado       | Programa         | Resultado | País   |
| -------------- | ---------------- | --------- | ------ |
| Sophia Abrahão | Rebelde          | Ganador   | Brasil |
| Bianca Bin     | Cordel Encantado | Nominado  | Brasil |
| Eiza González  | Sueña Conmigo    | Nominado  | México |
| Cláudia Raia   | Ti Ti Ti         | Nominado  | Brasil |

### Actor Favorito
| Indicado            | Programa          | Resultado | País   |
| ------------------- | ----------------- | --------- | ------ |
| Ricardo Tozzi       | Insensato Coração | Ganador   | Brasil |
| Cauã Reymond        | Cordel Encantado  | Nominado  | Brasil |
| Gabriel Braga Nunes | Insensato Coração | Nominado  | Brasil |
| Murilo Benício      | Ti Ti Ti          | Nominado  | Brasil |

### Personaje de TV Favorito
| Indicado                           | Programa          | Resultado | País           |
| ---------------------------------- | ----------------- | --------- | -------------- |
| Sam (Jennette McCurdy)             | iCarly            | Ganador   | Estados Unidos |
| Capitán Jack Sparrow (Johnny Depp) | Piratas do Caribe | Nominado  | Estados Unidos |
| Patrick Star                       | Bob Esponja       | Nominado  | Estados Unidos |
| Spencer Shay (Jerry Trainor)       | iCarly            | Nominado  | Estados Unidos |

### Diseño Favorito
| Indicado                  | Resultado | País           |
| ------------------------- | --------- | -------------- |
| Bob Esponja               | Ganador   | Estados Unidos |
| Chaves                    | Nominado  | México         |
| Phineas e Ferb            | Nominado  | Estados Unidos |
| Os Pinguins de Madagascar | Nominado  | Estados Unidos |

### Artista Internacional Favorito
| Indicado        | Resultado | País           |
| --------------- | --------- | -------------- |
| Dulce María     | Ganador   | México         |
| Katy Perry      | Nominado  | Estados Unidos |
| Black Eyed Peas | Nominado  | Estados Unidos |
| Justin Bieber   | Nominado  | Canadá         |

### Cantora Favorita
| Indicado        | Resultado | País   |
| --------------- | --------- | ------ |
| Paula Fernandes | Ganador   | Brasil |
| Manu Gavassi    | Nominado  | Brasil |
| Cláudia Leitte  | Nominado  | Brasil |
| Pitty           | Nominado  | Brasil |

### Cantor Favorito
| Indicado     | Resultado | País   |
| ------------ | --------- | ------ |
| Luan Santana | Ganador   | Brasil |
| Chorão       | Nominado  | Brasil |
| Pe Lanza     | Nominado  | Brasil |
| Di Ferrero   | Nominado  | Brasil |

### Banda Favorita
| Indicado   | Resultado | País   |
| ---------- | --------- | ------ |
| NX Zero    | Ganador   | Brasil |
| Chimarruts | Nominado  | Brasil |
| Pitty      | Nominado  | Brasil |
| Restart    | Nominado  | Brasil |

### Música del Año
| Indicado             | Artista      | Resultado | País   |
| -------------------- | ------------ | --------- | ------ |
| "Um Beijo"           | Luan Santana | Ganador   | Brasil |
| "Onde Estiver"       | NX Zero      | Nominado  | Brasil |
| "Vou Cantar"         | Restart      | Nominado  | Brasil |
| "Planos Impossíveis" | Manu Gavassi | Nominado  | Brasil |

### Revelación Musical
| Indicado      | Resultado | País   |
| ------------- | --------- | ------ |
| Manu Gavassi  | Ganador   | Brasil |
| CW7           | Nominado  | Brasil |
| Gusttavo Lima | Nominado  | Brasil |
| Michel Teló   | Nominado  | Brasil |

### Filme do Ano
| Indicado                                           | Resultado | País                   |
| -------------------------------------------------- | --------- | ---------------------- |
| Harry Potter e as Relíquias da Morte 2             | Ganador   | Estados Unidos         |
| Enrolados                                          | Nominado  | Brasil                 |
| Piratas do Caribe – Navegando em Águas Misteriosas | Nominado  | Estados Unidos         |
| Río                                                | Nominado  | Brasil/ Estados Unidos |

### Gato do Ano
| Indicado         | Resultado | País      |
| ---------------- | --------- | --------- |
| Caio Castro      | Ganador   | Brasil    |
| Chay Suede       | Nominado  | Brasil    |
| Santiago Ramundo | Nominado  | Argentina |
| Thomas           | Nominado  | Brasil    |

### Gata do Ano
| Indicado             | Resultado | País   |
| -------------------- | --------- | ------ |
| Mel Fronckowiak      | Ganador   | Brasil |
| Giovanna Lancellotti | Nominado  | Brasil |
| Ísis Valverde        | Nominado  | Brasil |
| Sabrina Sato         | Nominado  | Brasil |

### Humorista Favorito
| Indicado           | Resultado | País   |
| ------------------ | --------- | ------ |
| Leandro Hassum     | Ganador   | Brasil |
| Eduardo Sterblitch | Nominado  | Brasil |
| Tatá Werneck       | Nominado  | Brasil |
| Marcelo Adnet      | Nominado  | Brasil |

### Atleta Favorito
| Indicado    | Resultado | País   |
| ----------- | --------- | ------ |
| Neymar      | Ganador   | Brasil |
| César Cielo | Nominado  | Brasil |
| Giba        | Nominado  | Brasil |
| Marta       | Nominado  | Brasil |

### Twitter do Ano
| Indicado                        | Resultado | País   |
| ------------------------------- | --------- | ------ |
| Nickelodeon (@nickelodeonBR)    | Ganador   | Brasil |
| Restart (@rockrestart)          | Nominado  | Brasil |
| Capricho (@capricho)            | Nominado  | Brasil |
| Sabrina Sato (@SabrinaSatoReal) | Nominado  | Brasil |

### Game Favorito
| Indicado              | Resultado | País           |
| --------------------- | --------- | -------------- |
| Angry Birds Rio       | Ganador   | Estados Unidos |
| FIFA 11               | Nominado  | Canadá         |
| Just Dance 2          | Nominado  | Estados Unidos |
| Pokémon Black & White | Nominado  | Estados Unidos |

### Cabelo Maluco
| Indicado      | Resultado | País           |
| ------------- | --------- | -------------- |
| Neymar        | Ganador   | Brasil         |
| Restart       | Nominado  | Brasil         |
| Eiza González | Nominado  | México         |
| Willow Smith  | Nominado  | Estados Unidos |

### Prêmio Ajude Seu Mundo
| Prêmio Ajude Seu Mundo |
| ---------------------- |
| Casa do Zezinho        |